# Ofenzíva Michael
Ofenzíva Michael byla první z německých jarních ofenzív na západní frontě v průběhu první světové války. Začala německým útokem na britské pozice 21. března 1918 a skončila zastavením postupu vyčerpaných německých armád 5. dubna 1918.

## Situace před útokem
Na začátku roku 1918 podepsalo Německo Brestlitevský mír s revolucí rozvráceným Ruskem. To znamenalo přesun tisíců německých vojáků a vojenského materiálu na západní frontu. Na druhé straně však stále více amerických vojáků přicházelo do Francie. Německý generál Erich Ludendorff chtěl zasáhnout dříve, než by Američané mohli hrát významnější roli. Vypracoval tedy soubor ofenziv, které měly za úkol vrazit klín mezi britské a francouzské jednotky, rozdělit je tak, nejdříve zničit Brity a poté se vypořádat s Francouzi na jihu, to všechno pokud možno dříve než dorazí větší počet amerických vojáků.

## Německé přípravy
Kvůli momentu překvapení probíhaly přípravy v tajnosti, takže Britové neměli ponětí, co se děje. Během března byly na frontě mezi Arrasem a Laonem shromážděny tři německé armády posílené čerstvými jednotkami z východní fronty. Ty měly podporu až 6473 děl a 3500 minometů, což představovalo téměř polovinu německých děl na západní frontě. Nic netušící Britové neměli k dispozici ani třetinu dělostřeleckých baterií, co Němci. Přípravy na ofenzivu proběhly v tajnosti, takže Němci získali rozhodující moment překvapení.

## Německý útok
Brzy ráno 21. března začala pečlivě připravená dělostřelecká příprava. Trvala pět hodin a Němci během ní vystřelili 1,6 milionu granátů. Útok byl tak drtivý, že vojáci 5. britské armády začali ustupovat již pár hodin po útoku. Německý postup byl velmi rychlý, navíc Němci naprosto eliminovali 5. britskou armádu a na chvíli se jim podařilo rozdělit síly Trojdohody na dvě části. Za týden bojů Němci postoupili v jednom úseku fronty až o 70 km a dostali se až k Montdidieru, tam se však německý postup zpomalil.

## Problémy při útoku
I když bylo dobytí Montdidieru úspěchem, nastal problém, protože německé velení počítalo s tím, že tyto jednotky na jižním úseku budou mít pouze podpůrnou roli, a že hlavní silou bude 17. armáda u Arrasu. Ta ovšem kvůli silnému britskému odporu nedokázala město dobýt, tudíž nemohl být proveden ani obchvat britských armád na severu. Na začátku dubna se německý postup zastavil úplně a to bez zisku většího strategického úspěchu. Německá pozornost se však začínala přesouvat do Flander k Yprům, kde plánovali udeřit znovu (viz Ofenziva Georgette).

## Ztráty
Ačkoli Němci dobyli rozsáhlá území a způsobili nepříteli velké ztráty, neuspěli, a to hlavně kvůli urputné obraně Arrasu, který byl v podstatě hlavním německým cílem a také proto, že Francouzi byli schopni přesunout několik svých divizí na německé jižní křídlo ve chvíli, kdy byla 5. britská armáda otřesena a neschopna podniknout jakoukoli akci. Britové a Francouzi přečkali ofenzívu Michael za cenu čtvrt milionu mužů, z nichž mnozí byli zajati. Ovšem Němci nebyli schopni způsobit takové škody, aniž by sami neztratili téměř stejný počet vojáků. Pro Německé císařství to byl strategický neúspěch, za který mělo zaplatit, ale až poté, co podniklo několik dalších, podobně neúspěšných ofenzív na západní frontě roku 1918.